# Nicolas Desvaux
Nicolas Gilles Toussaint Desvaux (1810 – 1884) è stato un generale francese.

## Biografia
Come ufficiale partecipò alla conquista francese dell'Algeria.
Come generale di divisione di cavalleria nel 1859 partecipò alla battaglia di Magenta e alla battaglia di Solferino.
Partecipò alla guerra franco-prussiana del 1870.